# Ахангаран (река)
Ахангаран (Ангрен) (на узбекски: Ohangaron/Оҳангарон; на руски: Ахангаран, Ангрен) е река в Узбекистан, Наманганска и Ташкентска област, десен приток на Сърдаря. Дължина 223 km, площ на водосборния басейн 5260 km².
Река Ахангаран (Ангрен) води началото си под името Акташсай от южния склон на Чаткалския хребет (част от планината Тяншан) на 3150 m н.в., в северозападната част на Наманганска област. В горното си течение протича в дълбока каньоновидна долина, врязана в Ангренското плато, разположено между Чаткалския хребет на север и Кураминския хребет на юг. При село Саридала навлиза в Ташкентска област. След град Ангрен долината ѝ рязка се разширява, при град Ахангаран, завива на запад-северозапад, а след изтичането си от Туябугузкото водохранилище – на югозапад. В долното си течение долината ѝ става много широка и се слива с тази на течащата успоредно на нея река Чирчик. Влива се отдясно в река Сърдаря, срещу разположеното на левия бряг на Сърдаря село Гигант на 258 m н.в. Основните ѝ притоци са: леви – Наугарзан, Лояк, Шаугаз, Алмаликсий, Каракиясай и др.; десни – Дукантсай, Карабау, Карабашсай, Белаутсай, Карасу и др. Има снежно-дъждовно подхранване. Среден годишен отток при град Ангрен 22,8 m³/s. Пълноводие през месец май. По течението на реката са изградени две водохранилища: Ахангаранско (при град Ангрен) и Туябугузко (при сгт Туябугуз). Покрай бреговете ѝ са разположени градовете Ангрен, Ахангаран, Аккурган и Дустабад и селищата от градски тип Нурабад, Туябугуз и Алимкент.

## Топографска карта
- К-42-В М 1:500000[2]
- К-42-Г М 1:500000[3]